# Ortsmuseum Hinwil

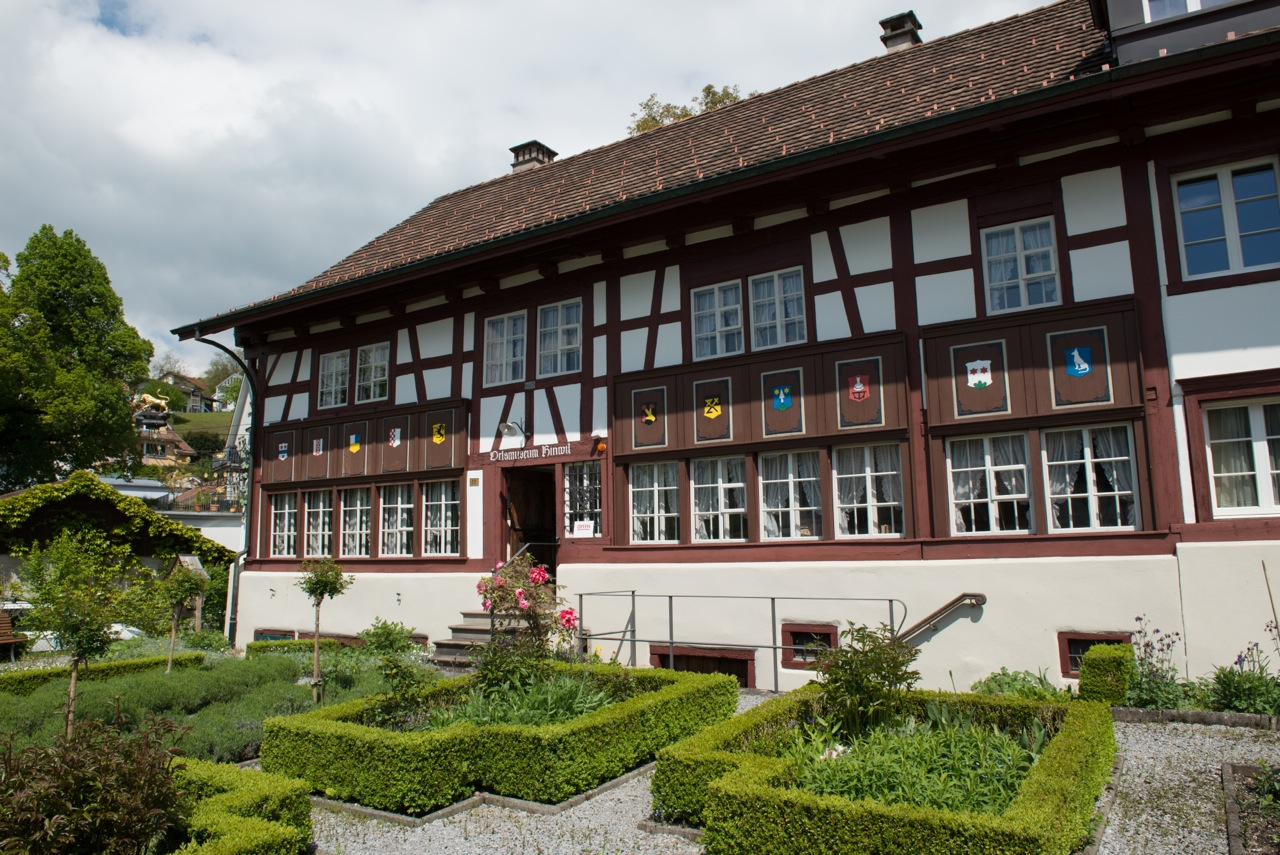
Aussenansicht des Ortsmuseums Hinwil an der Oberdorfstrasse 11–13

Das Ortsmuseum Hinwil ist eine Gedächtnisinstitution in Hinwil im Zürcher Oberland. Es befindet sich in einem Flarz und Riegelhaus aus dem 18. Jahrhundert mit drei Nebengebäuden. Die weitgehend originalen Räume des Wohnhauses mit Küche, Stube und Schlafkammer und eine umfassende Sammlung alltäglicher Dinge sowie Objekte aus dem Bereich der Heimarbeit und des Gewerbes dokumentieren den Hinwiler Alltag und das Zusammenspiel von Haus- und Landwirtschaft und Handwerk im 18. und 19. Jahrhundert.
Das Hauptgebäude des Ortsmuseums Hinwil ist ein mehrteiliges Reihenhaus, dessen ältester Teil um 1718 erbaut wurde, mit einer langen Fensterreihe an der Front und den für die Heimarbeit typischen Fallläden. Dieses Nebengewerbe wird im Webkeller unter der Stube präsentiert. Neben den Wohnräumen, die das Leben früherer Generationen zeigen, widmen sich die Ausstellungsräume einzelnen Themen, beispielsweise der Volkskunde, der Geschichte Hinwils oder Waffen und Uniformen. Eine Besonderheit ist die 1856 von einem Bauern erbaute Hausorgel. In der Scheune werden Geräte zum Thema Landwirtschaft und Handwerk um 1900 gezeigt. Im «Turpenschopf» wird der Torfabbau im Hinwiler Ried vorgestellt. Das Spritzenhaus beherbergt Feuerlöschgeräte von 1800 bis zur Gegenwart.
Seit 1924 wird eine umfangreiche Ortschronik geführt, und die Bibliothek enthält eine Sammlung zu Hinwil und dem Zürcher Oberland. Jährlich wechselnde Sonderausstellungen widmen sich Themen der Region. 

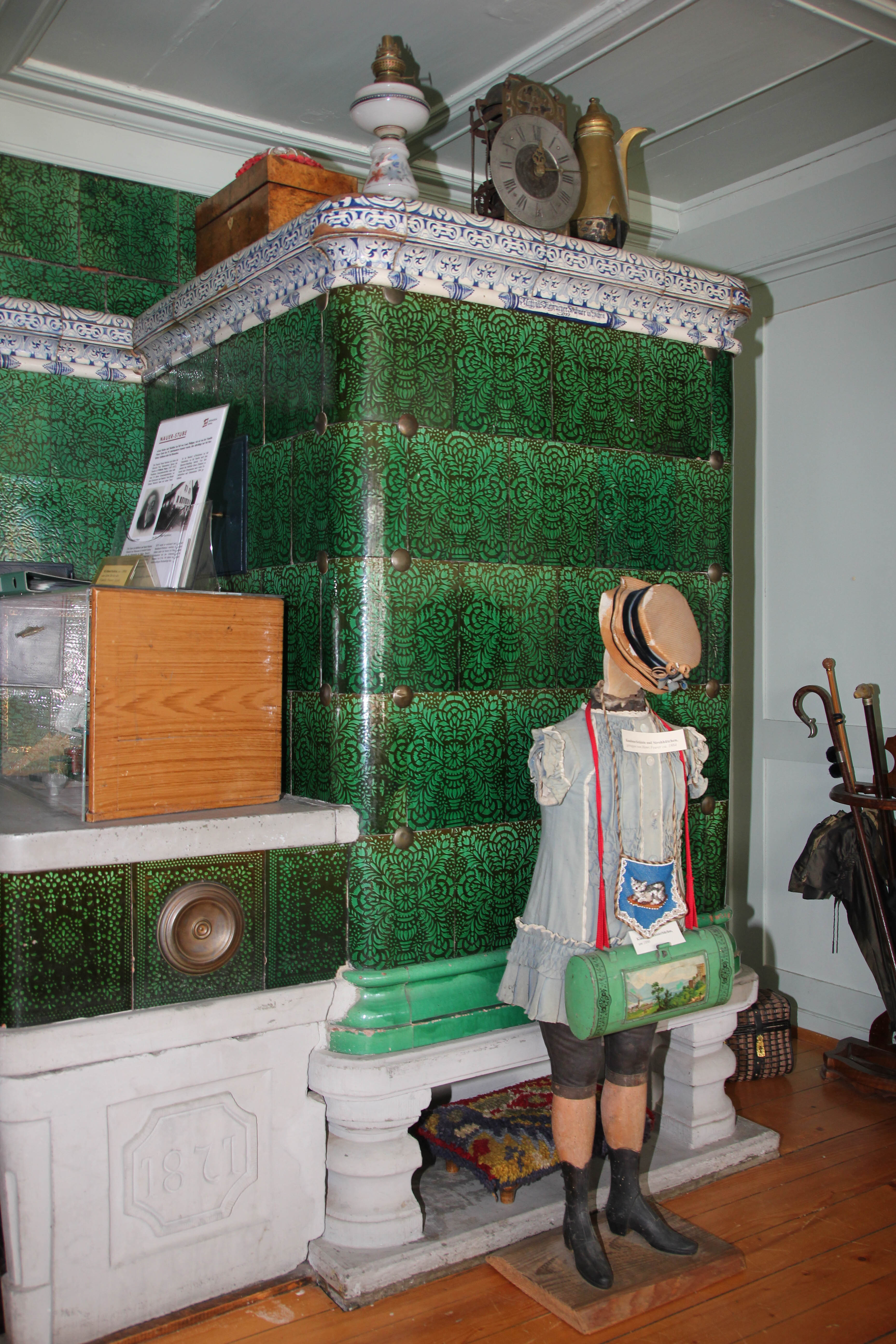
«Nauerstube» (Ende 19. Jh.): Kachelofen (1774) und Figur mit Knaben-Röcklein des Museumsgründers Henri Feurer
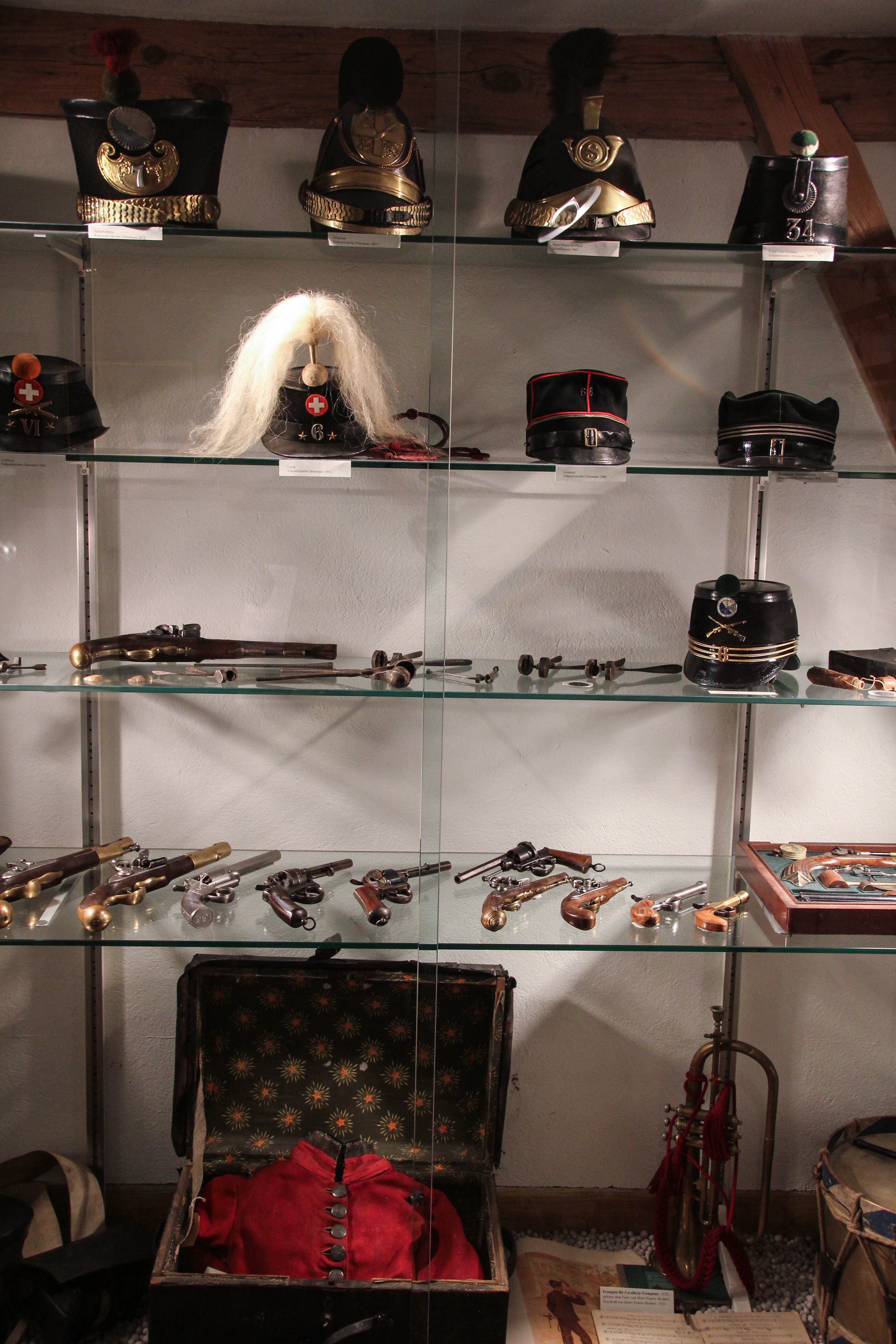
Uniformen und Waffen: Waffenrock eines Schweizer Gardisten in französischen Diensten, um 1825
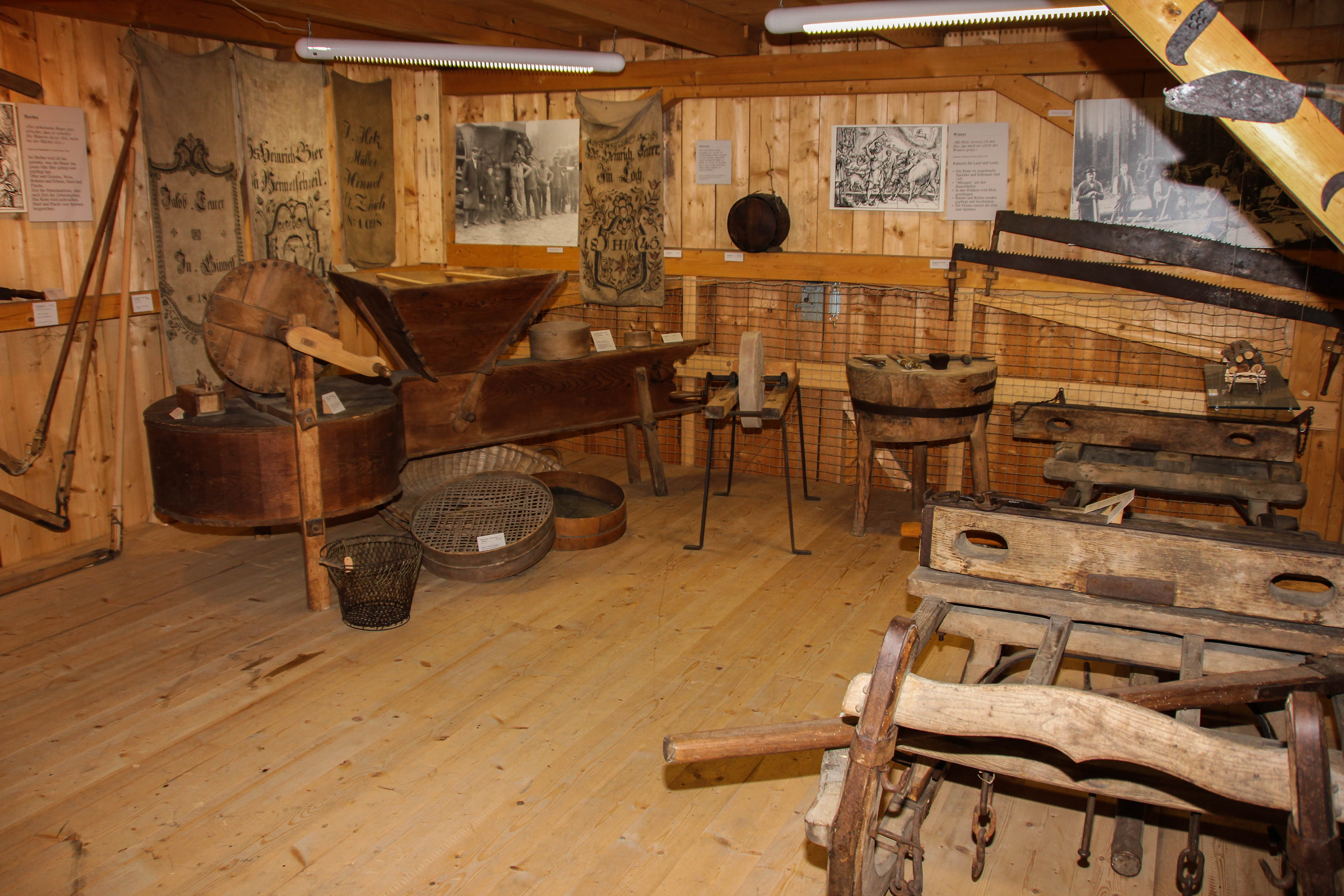
Einblick ins Handwerk
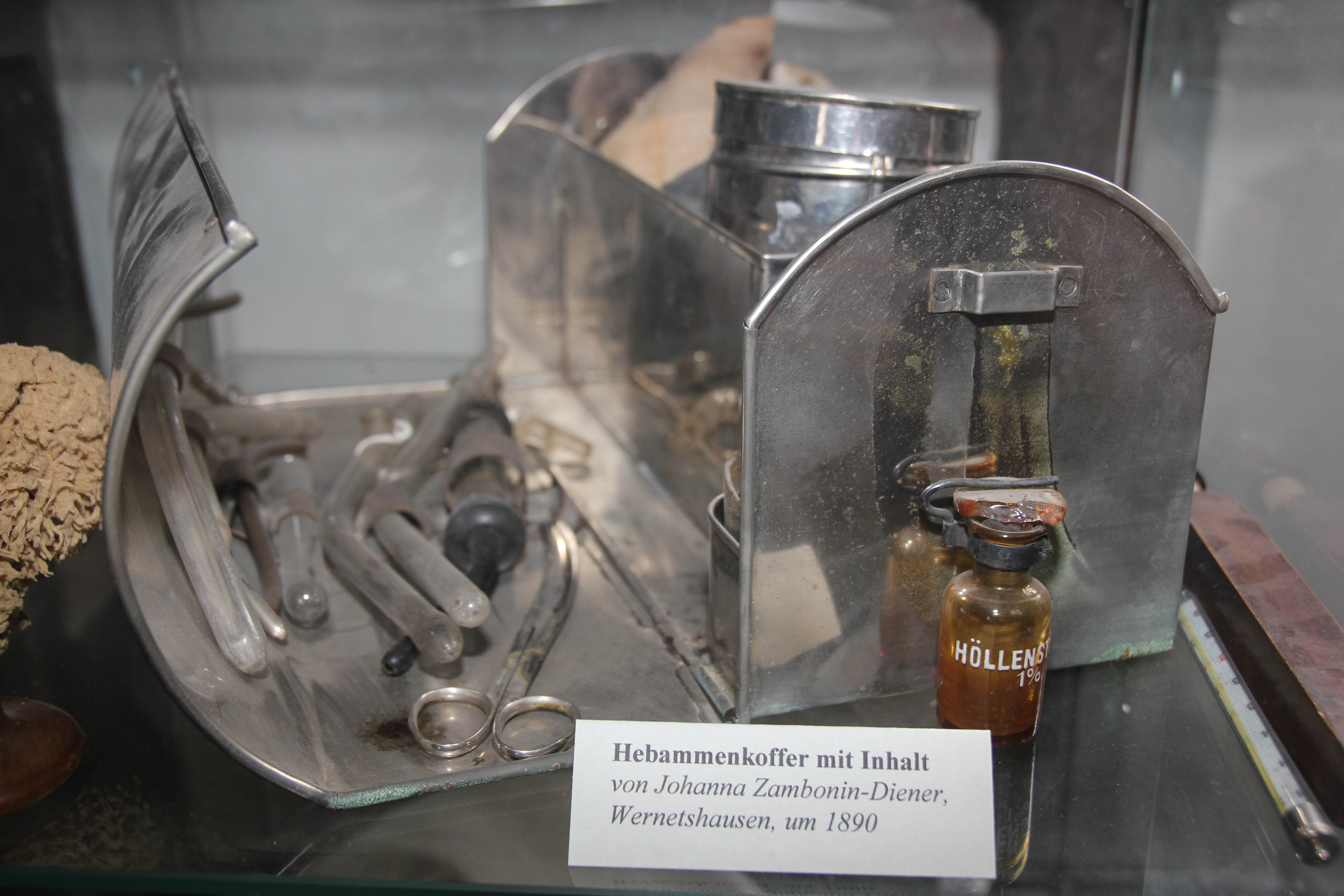
Hebammenkoffer (um 1890)